# Ataque David Hasselhoff
Un ataque David Hasselhoff es un mero aviso de seguridad para un usuario descuidado que se haya dejado una sesión abierta sin seguridad alguna en el ordenador "atacado", en cuyo sistema un individuo con ganas de molestar o con peores intenciones podría entrar a su gusto para ojear información personal, recopilar datos o instalar programas malignos, por poner algunos ejemplos.
El ataque consiste en añadir una imagen al fondo de escritorio de David Hasselhoff con el motivo de concienciar al dueño del ordenador a que no se deje su ordenador sin bloquear. Por ello, el ataque puede evitarse bloqueando la sesión de usuario, lo cual puede hacerse rápidamente combinando las teclas Ctrl + Alt + L en el sistema operativo GNU/Linux o las teclas ⊞ Win + L en el caso de Windows o ⌘ Cmd + Ctrl + Q en MacOS. Pero esto de por sí no impide acceder a cualquiera si el usuario no ha establecido antes alguna contraseña para restringir el acceso.